# Rafael (ur. 1990)
Rafael, właśc. Rafael Pereira da Silva lub Rafael da Silva (ur. 9 lipca 1990 w Petrópolis) – brazylijski piłkarz występujący na pozycji prawego obrońcy lub pomocnika w brazylijskim klubie Botafogo. Jest bratem bliźniakiem Fábio da Silvy. Dwukrotny reprezentant Brazylii.

## Kariera klubowa
Rafael Pereira da Silva urodził się w Petrópolis, w stanie Rio de Janeiro. Karierę piłkarską rozpoczął w 2005 roku w drużynie juniorów miejscowego Fluminense FC. Podczas turnieju młodzieżowego w Hongkongu dostrzegł go Les Kershaw, skaut Manchesteru United i 1 lipca 2008 roku Rafael przeniósł się wraz z bratem na Old Trafford, gdzie otrzymał koszulkę z numerem 21.
W drużynie Manchesteru zadebiutował już w pierwszej kolejce Premiership w sezonie 2008/09. 17 sierpnia 2008 roku w zremisowanym 1:1 meczu z Newcastle United wszedł z ławki rezerwowych w 80 minucie, zastępując Fraizera Campbella.
W wyjściowej jedenastce meczu Premiership zadebiutował 18 października 2008 roku w wygranym 4:0 spotkaniu z West Bromwich Albion. Pierwszego gola zdobył natomiast 8 listopada w 90 minucie przegranego 1:2 meczu z Arsenalem Londyn, gdzie wszedł z ławki rezerwowych i znacząco wpłynął na poprawę gry zespołu.
Ma za sobą także debiut w Lidze Mistrzów, zagrał w pierwszym składzie wyjazdowego meczu z duńskim Aalborg BK.
Pomimo młodego wieku zdołał przebić się do podstawowej jedenastki Manchesteru United. Alex Ferguson odstawiał doświadczonego Gary'ego Neville'a.
3 sierpnia 2015 r. przeszedł z Manchesteru United do Olympique Lyon podpisując kontrakt do czerwca 2019 roku.
7 września 2020 podpisał umowę z mistrzem Turcji, İstanbul Başakşehir, ważną do czerwca 2022 roku.
1 września 2021 roku przeniósł się do brazylijskiego Botafogo FR, któremu kibicował od czasów dzieciństwa.

## Statystyki kariery
| Klub               | Sezon              | Liga  | Liga | Puchar | Puchar | Puchar Ligi | Puchar Ligi | Europa | Europa | Inne  | Inne | Razem | Razem |
| Klub               | Sezon              | Mecze | Gole | Mecze  | Gole   | Mecze       | Gole        | Mecze  | Gole   | Mecze | Gole | Mecze | Gole  |
| Manchester United  |                    |       |      |        |        |             |             |        |        |       |      |       |       |
| 2008/09            | 16                 | 1     | 2    | 0      | 5      | 0           | 4           | 0      | 1      | 0     | 28   | 1     |       |
| 2009/10            | 8                  | 1     | 0    | 0      | 4      | 0           | 4           | 0      | 0      | 0     | 16   | 1     |       |
| 2010/11            | 16                 | 0     | 3    | 0      | 2      | 0           | 7           | 0      | 0      | 0     | 28   | 0     |       |
| 2011/12            | 12                 | 0     | 1    | 0      | 1      | 0           | 3           | 0      | 1      | 0     | 18   | 0     |       |
| 2012/13            | 28                 | 3     | 4    | 0      | 1      | 0           | 7           | 0      | –      | –     | 40   | 3     |       |
| 2013/14            | 19                 | 0     | 0    | 0      | 5      | 0           | 4           | 0      | 1      | 0     | 29   | 0     |       |
| 2014/15            | 10                 | 0     | 1    | 0      | 0      | 0           | –           | –      | –      | –     | 11   | 0     |       |
| Razem              | 109                | 5     | 11   | 0      | 18     | 0           | 29          | 0      | 3      | 0     | 170  | 5     |       |
| Olympique Lyon     |                    |       |      |        |        |             |             |        |        |       |      |       |       |
| 2015/16            | 21                 | 0     | 1    | 0      | 5      | 0           | 1           | 0      | –      | –     | 27   | 0     |       |
| Razem              | 0                  | 0     | 0    | 0      | 0      | 0           | 0           | 0      | 0      | 0     | 0    | 0     |       |
| Łącznie w karierze | Łącznie w karierze | 109   | 5    | 11     | 0      | 18          | 0           | 29     | 0      | 3     | 0    | 170   | 5     |

Stan na 3 sierpnia 2015.

## Kariera reprezentacyjna
Od najmłodszych lat Rafael powoływany jest do juniorskich kadr Brazylii. W 2007 roku grał w barwach Brazylii na Mistrzostwach Świata FIFA U-17. Piłkarz posiada także paszport portugalski. Na początku 2009 roku Rafael i Fabio przyznali, że ówczesny trener reprezentacji Portugalii Carlos Queiroz namawiał ich do występów w prowadzonej przez niego drużynie. Komentując propozycję Queiroza bracia zgodnie stwierdzili, że ich marzeniem jest gra na Mistrzostwach Świata w kanarkowych koszulkach Brazylii i na razie nie mają zamiaru zmieniać barw.
26 lipca 2010 został powołany do dorosłej reprezentacji na towarzyski mecz z USA.

## Osiągnięcia

### Manchester United
- Mistrzostwo Anglii (3): 2008/09, 2010/11, 2012/13
- Carling Cup (2): 2008/09, 2009/10
- Tarcza Wspólnoty (4): 2008, 2010, 2011, 2013
- Klubowe mistrzostwa świata (1): 2008